# Brotterode
Brotterode é uma vila e antigo município independente da Alemanha localizada no distrito de Schmalkalden-Meiningen, estado da Turíngia. Desde 1 de dezembro de 2011, forma parte do município de Brotterode-Trusetal.

## Demografia
Evolução da população (em 31 de dezembro de cada ano):
| - 1994: 3366 - 1995: 3318 - 1996: 3292 - 1997: 3274 - 1998: 3273 | - 1999: 3250 - 2000: 3198 - 2001: 3191 - 2002: 3136 - 2003: 3094 | - 2004: 3053 - 2005: 3010 - 2006: 2959 - 2007: 2900 |

 Fonte: Thüringer Landesamt für Statistik 